# 香川県道153号大滝上西線
香川県道153号大滝上西線（かがわけんどう153ごう おおたきかみにしせん）は、香川県高松市を通る一般県道である。

## 概要
起点付近に珍しい茶色のガードレールが設置されている。

### 路線データ
- 起点：香川県高松市塩江町上西甲（徳島県道・香川県道106号穴吹塩江線交点）
- 終点：香川県高松市塩江町上西甲（徳島県道・香川県道7号美馬塩江線交点）
- 延長：8.94 km

## 地理
この県道は、旧・塩江町を通っている県道で、現在は高松市の一部の塩江町上西地区を東西に縦貫する一般県道となっている。終点側に上西地区のいくつかの小字集落が存在しており、これらの住民が徳島県道・香川県道7号美馬塩江線を用いて塩江側へと出るための生活道路としての側面を持っている。
終点側（徳島県道・香川県道7号美馬塩江線交点）から走行した場合、終点からしばらくの間は2車線の道幅が確保されているものの、すぐに道幅が1車線分となる。ここから起点の大滝山まで、うっそうとした狭い道が続く。路面状況も、起点に向かうにつれて徐々に悪化していく（最近、所々ではあるが終点側から改良が進められている）。徳島県道・香川県道106号穴吹塩江線との交点、かつ当県道の起点である大滝山近辺でも道幅は相変わらず狭いままであり、大型トラックなどはあまり走ることのない道路である。
同時に終点側からは大滝大川県立自然公園（香川県民いこいの森）へのアプローチ道路にもなっており、本路中間点の沿線には同自然公園設備のひとつであるキャンプ場（バンガローおよびテントサイト）が存在する。しかし、それら自然公園の管理設備地帯を超えると、本路はそのまま大滝大川県立自然公園の森林中心部（林野庁の自然休養林にも指定されている国有林域。大部分が自然公園法に定義されている第3種特別地域）へと入り、渓流や公園遊歩道と並行する同公園管理作業用の移動用路となる。中盤から起点周辺にかけて鬱蒼とした狭路であるのはそのためで、周辺の小字集落への利便のために一般車両通行の規制はされず可能とはなっているものの前提とはなっておらず、起点となる徳島県道・香川県道106号穴吹塩江線への合流までそれは続いている。

### 通過する自治体
- 高松市

### 交差する道路
| 交差する道路                      | 交差する場所 | 交差する場所 |
| --------------------------------- | ------------ | ------------ |
| 徳島県道・香川県道106号穴吹塩江線 | 塩江町上西甲 | 起点         |
| 徳島県道・香川県道7号美馬塩江線   | 塩江町上西甲 | 終点         |

### 沿線
- 大滝山
- 大滝大川県立自然公園